# Bytyń Wielki
Bytyń Wielki – największe jezioro Pojezierza Wałeckiego, w województwie zachodniopomorskim, w powiecie wałeckim, na terenie gmin Mirosławiec, Tuczno i Wałcz.
Powierzchnia zwierciadła wody według różnych źródeł wynosi od 829,0 ha do 877,1 ha lub 881 ha. 
Jest największym jeziorem Pojezierza Wałeckiego.
Zwierciadło wody położone jest na wysokości 112,9 m n.p.m. do 113,0 m n.p.m.. Średnia głębokość jeziora wynosi 10,4 m, natomiast głębokość maksymalna 41,0 m.
Na jeziorze znajdują się dwie wyspy i trzy długie odnogi – zatoki: Drzewoszewska, Nakielska i Lubieska oraz kilka mniejszych zatok – Piecnicka, Krępa i Marcinkowicka. Bytyń jest jeziorem polodowcowym o urozmaiconej linii brzegowej w postaci wzniesień (do 30 m) porośniętych lasami (głównie buczyna). Przy brzegach jeziora znajdują się dwa wczesnośredniowieczne grodziska najprawdopodobniej z początku XII wieku. Nad jeziorem znajdują się miejscowości turystyczne: Nakielno, Próchnowo, Drzewoszewo, stanica harcerska w Próchnówku.
W latach 1975–1998 jezioro administracyjnie należało do województwa pilskiego, będąc największym jeziorem w tym województwie.
W 2005 roku dokonano badań czystości wód powierzchniowych, gdzie oceniono wody Bytynia Wielkiego na II klasę czystości. Stwierdzono także II kategorię podatności na biodegradację.
W 1955 roku wprowadzono urzędowo nazwę Wielki Bytyń, zastępując poprzednią niemiecką nazwę jeziora – Großer Böthin See. W 2006 roku Komisja Nazw Miejscowości i Obiektów Fizjograficznych zmieniła kolejność wyrazów nazwy na Bytyń Wielki. W wielu publikacjach i na mapach topograficznych jezioro występuje pod nazwą Betyń bądź Bytyń (bez określenia Wielki).

## Rezerwat przyrody
Ze względu na bogatą florę i faunę od 1989 jezioro wraz z okolicznymi terenami zostało objęte rezerwatem przyrody.